# ويس كيلي
ويس كيلي (بالإنجليزية: Wes Keely)‏ هو طبال أمريكي، ولد في 7 أكتوبر 1978 في فلينت في الولايات المتحدة.